# Friedrichshain-Kreuzberg
El Districte de Friedrichshain-Kreuzberg és el segon districte de Berlín a Alemanya. Aquest districte es va formar l'any 2001 per la fusió dels districtes de Friedrichshain i Kreuzberg.

## Geografia

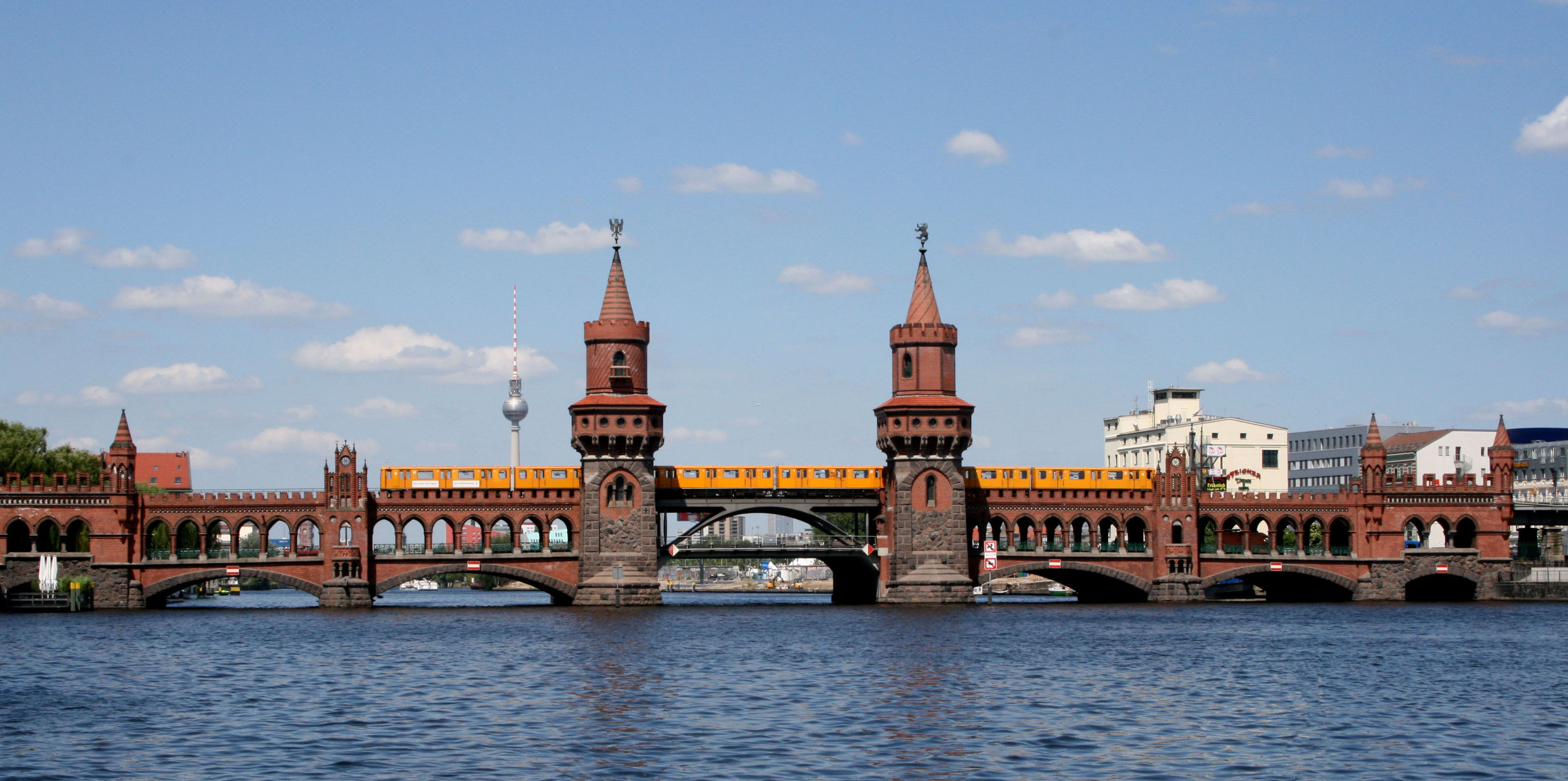
El pont Oberbaumbrücke.

Els dos barris del districte, Friedrichshain i Kreuzberg; estan separades pel riu Spree.
El pont Oberbaumbrücke uneix tots dos antics districtes a través del riu i es va convertir en el punt de referència del nou districte.
Aquest districte se situa al centre de la ciutat i comparteix fronteres amb el districte de Mitte a l'oest, amb el districte de Pankow al nord-oest, amb els districtes de Tempelhof-Schöneberg i Neukölln al sud i a l'est amb el districte de Lichtenberg.

## Administració

Els antics districtes i actuals barris de Friedrichshain-Kreuzberg

L'alcaldessa del districte Friedrichshain-Kreuzberg (Bezirkbürgermeisterin) és Monika Herrmann del partit polític Die Grünen.
El Parlament del districte, amb 55 membres (Bezirksverordenetenversammlung) estava conformat pels següents partits polítics l'any 2011:
- SPD: 13 escons.
- CDU: 4 escons.
- Die Grünen: 22 escons.
- Die Linke: 7 escons.
- Piraten: 5 escons.
- Independents: 4 escons.

## Ciutats agermanades
- Porta Westfalica, Rin del Nord-Westfàlia, Alemanya des de 1968.
- Wiesbaden, Hessen, Alemanya, des de 1964.
- San Rafael del Sud, Nicaragua des de 1986.